# كأس ألمانيا 2009–10
كأس ألمانيا 2009–10 (بالألمانية: DFB-Pokal 2009/10)‏ هو الموسم 67 من كأس ألمانيا. أشرف على تنظيمه اتحاد ألمانيا لكرة القدم، وكان عدد الأندية المشاركة فيه 64، وفاز فيه بايرن ميونخ.